# Hôpital de la Charité

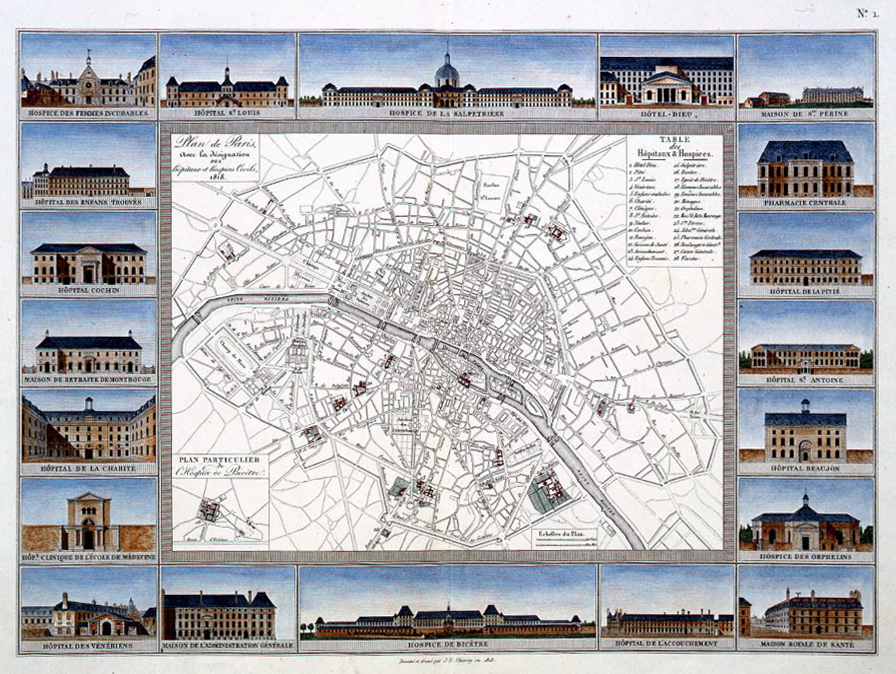
Plan van de ziekenhuizen in Parijs in 1820

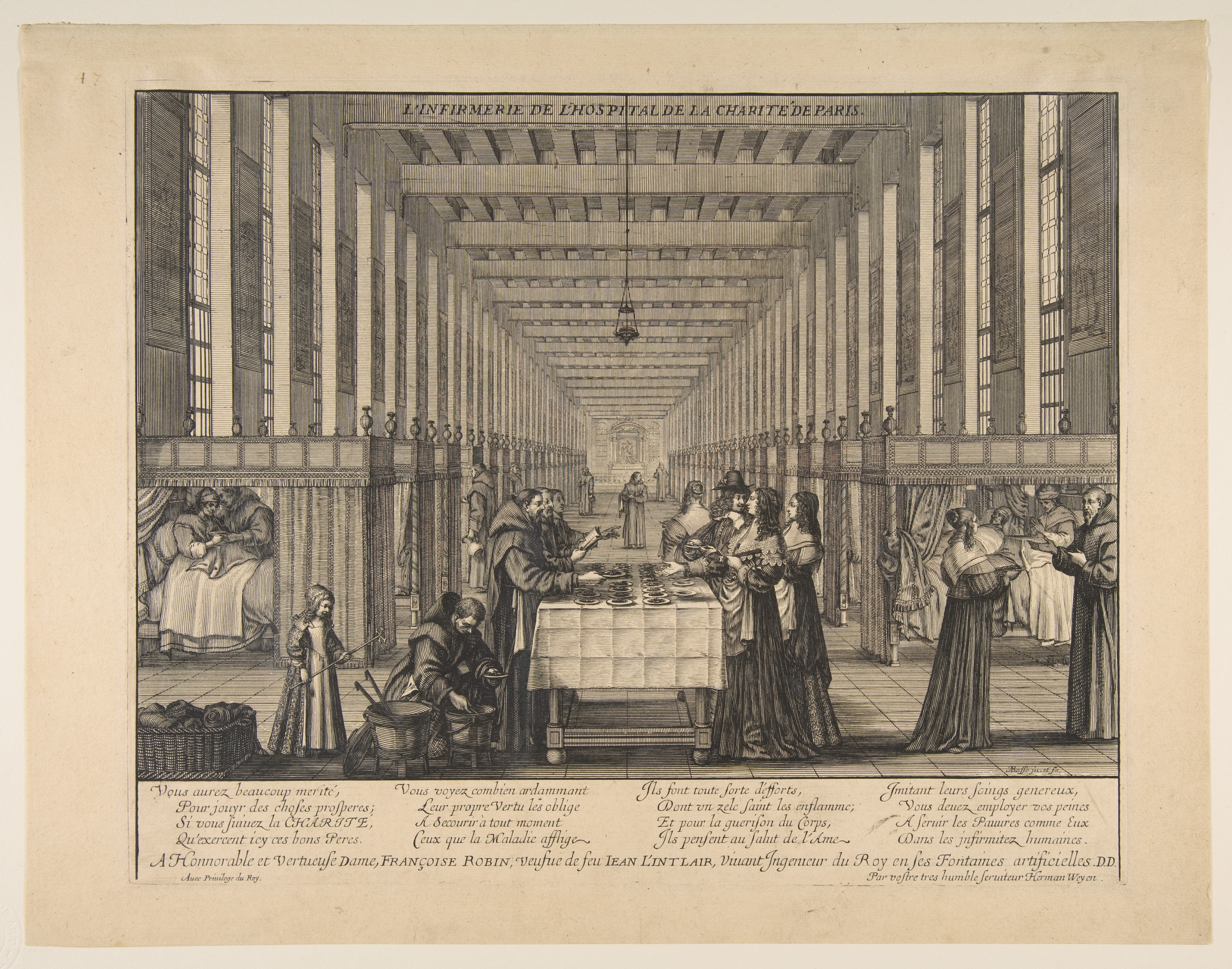
Abraham Bosse: Het Hôpital de la Charité, ca. 1639

L'Hôpital de la Charité was een beroemd van oorsprong liefdadig ziekenhuis in Parijs.
Het hospitaal werd in 1606 gesticht op initiatief van Maria de Medici. Als ziekenverzorgers liet zij de Hospitaalbroeders van Sint-Johannes de Deo komen. Dit hospitaal werd het Franse centrum van deze congregatie. Onder andere de heilige Vincent de Paul bezocht hier de zieken en richtte er in 1633 een vrouwelijke congregatie van ziekenzusters op, de Filles de la Charité. De broeders van Joannes de Deo breidden het ziekenhuis spoedig uit. Het ziekenhuis kreeg een zeer goede naam. In Berlijn werd eveneens een ziekenhuis opgericht met de naam Charité, evenals in Sevilla en Lyon. In 1935 werden de gebouwen in Parijs gesloopt om plaats te maken voor de medische faculteit van de Sorbonne.
- Bibliothèque nationale de France: cb12491253c (data)
- International Standard Name Identifier: 0000 0001 2204 0087
- Virtual International Authority File: 168489234